# PattiSue Plumer

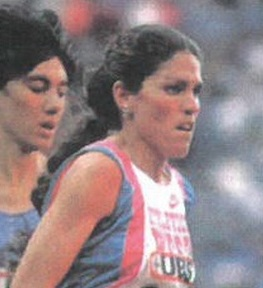
PattiSue Plumer (1989)

PattiSue Plumer (eigentlich Patricia Susan Plumer; * 27. April 1962 in Covina) ist eine ehemalige US-amerikanische Mittel- und Langstreckenläuferin.
Bei den Leichtathletik-Hallenweltspiele 1985 errang sie Bronze über 3000 m. Im Jahr darauf gewann sie die Premiere der Carlsbad 5000. Bei den Olympischen Spielen 1988 in Seoul belegte sie über 3000 m den 13. Platz. 1991 wurde sie bei den Leichtathletik-Weltmeisterschaften in Tokio Zwölfte über 1500 m und 1992 bei den Olympischen Spielen in Barcelona Zehnte über 1500 m und Fünfte über 3000 m.
PattiSue Plumer ist 1,62 m groß und wog zu Wettkampfzeiten 48 kg. Sie ist eine Absolventin der Stanford University. 1988 heiratete sie ihren Rechtsanwaltskollegen Steven David Levere. 2013 war sie Trainerin an der Henry M. Gunn High School. für Cross Country und Track & Field.

## Persönliche Bestzeiten
- 800 m: 2:00,3 min, 19. Juli 1990, Los Gatos
- 1500 m: 4:03,42 min, 8. August 1992, Barcelona
  - Halle: 4:11,31 min, 4. September 1990, München
- 1 Meile: 4:24,90 min, 6. Juli 1991, Oslo
  - Halle: 4:30,51 min, 10. Februar 1989, East Rutherford
- 2000 m: 5:42,82 min, 13. August 1989, Hengelo
- 3000 m: 8:40,98 min, 22. Juni 1992, New Orleans
  - Halle: 8:41,45 min, 23. Februar 1990, Princeton
- 5000 m: 15:00,00 min, 3. Juli 1989, Stockholm